# روبرت ناثان
روبرت ناثان (بالإنجليزية: Robert Nathan)‏ (2 يناير 1894، نيويورك في الولايات المتحدة - 25 مايو 1985، لوس أنجلوس في الولايات المتحدة)؛ كاتب سيناريو، شاعر وروائي أمريكي.

## روابط خارجية
- روبرت ناثان على موقع IMDb (الإنجليزية)
- روبرت ناثان على موقع مونزينجر (الألمانية)
- روبرت ناثان على موقع قاعدة بيانات الأفلام السويدية (السويدية)
- روبرت ناثان على موقع قاعدة بيانات الفيلم (الإنجليزية)